# Bruce Fairbairn
Bruce Earl Fairbairn (ur. 30 grudnia 1949 w Vancouver, zm. 17 maja 1999 tamże) – kanadyjski producent muzyczny, znany głównie w latach 80. i 90. Wprowadził dynamiczne aranżacje instrumentów dętych do nagrań takich hardrockowych zespołów jak Bon Jovi, Aerosmith czy Loverboy.

## Kariera
Jako dziecko Fairbairn nauczył się grać na trąbce, a jako nastolatek grał w miejscowych grupach R & B. W wieku 30 lat wygrał 3 nagrody dla „Producenta Roku” od organizacji Canadian Juno za pracę nad albumem zespołu Prism pt. Young and Restless. Jego popularność wzrosła szczególnie po wydaniu płyty zespołu Loveboy o tym samym tytule, wraz z hitami „Turn Me Loose” i „The Kid Is Hot Tonite”. Sukces albumów Blue Öyster Cult (The Revölution by Night z 1983) i Krokus (The Blitz z 1984) sprawił, że Fairbairn stał się znanym producentem w świecie hard-rocka. Wraz ze swoim protegowanym, Bob Rockiem, Fairbairn założył w Vancouver Little Mountain Sound Studios.
W latach 90. wyprodukował albumy takich gwiazd rocka jak AC/DC, Scorpions, Van Halen, The Cranberries czy KISS.

## Śmierć
17 maja 1999, po nagraniu płyty The Ladder dla zespołu Yes, Jon Anderson odnalazł ciało Fairbairna w jego domu w Vancouver.

## Dyskografia (Produkcja)
- 1977: Prism – Prism
- 1978: Prism – See Forever Eyes
- 1979: Prism – Armageddon
- 1980: Prism – Young and Restless
- 1980: Loverboy – Loverboy (2x Platyna)
- 1980: The Skids – Days in Europa (2. wersja)
- 1981: Loverboy – Get Lucky
- 1982: Strange Advance – Worlds Away
- 1983: Blue Öyster Cult – The Revölution by Night
- 1983: Loverboy – Keep It Up
- 1984: Krokus – The Blitz (Złoto)
- 1985: Black n’ Blue – Without Love
- 1985: Honeymoon Suite – The Big Prize
- 1986: Bon Jovi – Slippery When Wet (12x Platyna)
- 1987: Aerosmith – Permanent Vacation (5x Platyna)
- 1987: Rock and Hyde – Under the Volcano
- 1987: Loverboy – Wildside
- 1988: Dan Reed Network
- 1988: Bon Jovi – New Jersey (7x Platyna)
- 1989: Aerosmith – Pump (7x Platyna)
- 1989: Stairway to Heaven/Highway to Hell
- 1990: AC/DC – The Razors Edge (5x Platyna)
- 1990: Paul Laine – Stick it in Your Ear
- 1990: Poison – Flesh and Blood (3x Platyna)
- 1991: Dan Reed Network – The Heat
- 1991: AC/DC – Live
- 1993: Aerosmith – Get a Grip (7x Platyna)
- 1993: Scorpions – Face the Heat
- 1994: Jackyl – Push Comes to Shove (Złoto)
- 1995: Van Halen – Balance (3x Platyna)
- 1995: Chicago – Night and Day: Big Band
- 1996: The Cranberries – To the Faithful Departed (2x Platyna)
- 1997: INXS – Elegantly Wasted
- 1998: KISS – Psycho Circus (Złoto)
- 1998: Atomic Fireballs – Torch This Place
- 1999: Yes – The Ladder